# 金平藤属
金平藤属（学名：Baissea）是夹竹桃科下的一个属，为攀援灌木植物。该属共有约24种，分布于热带非洲和亚洲东南部。